# 實質影響力說
實質影響力說，中華民國法律術語，是中華民國法院對於貪污罪的定罪標準之一，它起源於最高法院於2010年對於陳水扁的龍潭購地案的判決先例。最高法院在此案中新創理論，用來取代先前習用的「法定職權說」（一般以本身固有職權內及事務官職務為考量範圍）及「非主管監督圖利罪」（一般以非屬固有職權及政務官職務為考量範圍）。

## 歷史
在龍潭購地案中，中華民國最高法院（99台上7078號判決）認為法定職權說與非主管監督的圖利罪無法適用於此案，認為陳水扁總統對於各級官員「具有實質上之影響力」。

## 中華民國法律
中華民國法律，用來規範公務員圖利罪的法條，包括刑法第131條公務員圖利罪，貪污治罪條例「主管監督的圖利罪」、「非主管監督的圖利罪」

## 爭議案例
在龍潭購地案、二次金改案中，法官以實質影響力說，判決陳水扁有罪；法院也曾以符合實質影響力說判決民進黨的陳哲男有罪。2013年在民進黨立委高志鵬國有市場土地租售審判，也以實質影響力說，將高志鵬判刑。2013年林益世索賄案中，法官認定時任行政院秘書長、立法委員兼國民黨政策會執行長林益世並未使用實質影響力，改用法定職權說，判決林益世索賄部份無罪。台灣大學法律學院教授林鈺雄批評實質影響說理論缺失、實務濫用。

## 外部連結
- 吳景欽- 從田中角榮到林益世實質影響力說與法定職權說